# Погорельцы (Белогорский район)
Погорельцы (укр. Погорільці) — село в Белогорском районе Хмельницкой области Украины.
Население по переписи 2001 года составляло 344 человека. Почтовый индекс — 30235. Телефонный код — 3841. Занимает площадь 0,115 км². Код КОАТУУ — 6820380502.

## Местный совет
30235, Хмельницкая обл., Белогорский р-н, с. Воробиевка, ул. Центральная, 7